# イオンモール浦和美園
イオンモール浦和美園（イオンモールうらわみその）は、埼玉県さいたま市緑区美園五丁目に所在するショッピングセンターである。

## 店舗概要
2006年（平成18年）4月26日に「イオン浦和美園ショッピングセンター」として開業した（2006年（平成18年）3月5日開業を目指していたが、実際の開業は少し遅れている）。
鉄骨鉄筋コンクリート造地上3階建ての建物内に店舗面積約87,223m2の広さの売り場があり、そのうち核店舗のジャスコ（現・イオン）浦和美園店は約17,789m2となっている。
当施設はファッション関連のショッピングセンターへの出店常連企業で構成される研究会SPACによる2006年（平成18年）春から2007年（平成19年）春に開業した主要大型ショッピングセンターの成績を出店したテナント企業のアンケート回答の集計で、集客力ではベスト3位となり、同期間における新設ショッピングセンターの中でベスト5の一つとの評価を受けた。
しかし、イオンレイクタウンを利用したことのある20-40代女性の間では、普段よく行く施設とレイクタウンが出来て行かなくなった施設で共に第1位となっており、イオンレイクタウンと最も競合して影響を受けたショッピングセンターの一つとなっている。
ただし、自動車で行くのに便利なことや家から近いことのほか、大き過ぎないことなどが良く利用する理由とされており、広過ぎるとの評価もされるイオンレイクタウンとの比較で規模の小ささが逆に評価されている側面もある。
2011年（平成23年）から進められたイオンの大型ショッピングセンターの名称の「イオンモール」への統一に伴い、同年11月21日に「イオン浦和美園ショッピングセンター」から「イオンモール浦和美園」に名称が変更された。
2013年（平成25年）11月からイオンリテールの運営していた大型ショッピングセンターをイオンモールの運営に委託することになったことに伴い、同社の管理運営に移行した。
また、核店舗の「ジャスコ浦和美園店」は、2011年（平成23年）3月1日にイオングループの総合スーパーをイオンに店名統一することに伴って「イオン浦和美園店」に改称した。
そのほか、シネマコンプレックスの「ワーナー・マイカル・シネマズ」は運営会社の「ワーナー・マイカル」が「イオンシネマズ」と2013年（平成25年）7月1日に合併して「イオンエンターテイメント」となるのに伴い、劇場名を「イオンシネマ」に変更することになった。
浦和レッズのホームスタジアムである埼玉スタジアムのすぐ近くに位置するため、同チームの試合日にはスタッフがホームユニフォームを着用している。

## 主なテナント
核店舗である総合スーパーのイオン（旧・ジャスコ）浦和美園店をはじめ、上新電機やフィットハウス、旭屋書店などが出店している。
全体では170店舗のテナントがある。

### イオン（旧・ジャスコ）浦和美園店
開業前月に提携したばかりのオリジン東秀の弁当・惣菜製造販売店「オリジン弁当」を惣菜売場に導入するなど総菜売り場に注力していた
2012年（平成24年）5月からネットスーパー部門で電気自動車による配送の実験をイオングループで初めて行った。
出店テナント全店の一覧・詳細は公式サイト「ショップ&レストラン」を、営業時間は公式サイト「インフォメーション」を参照。

施設の紹介
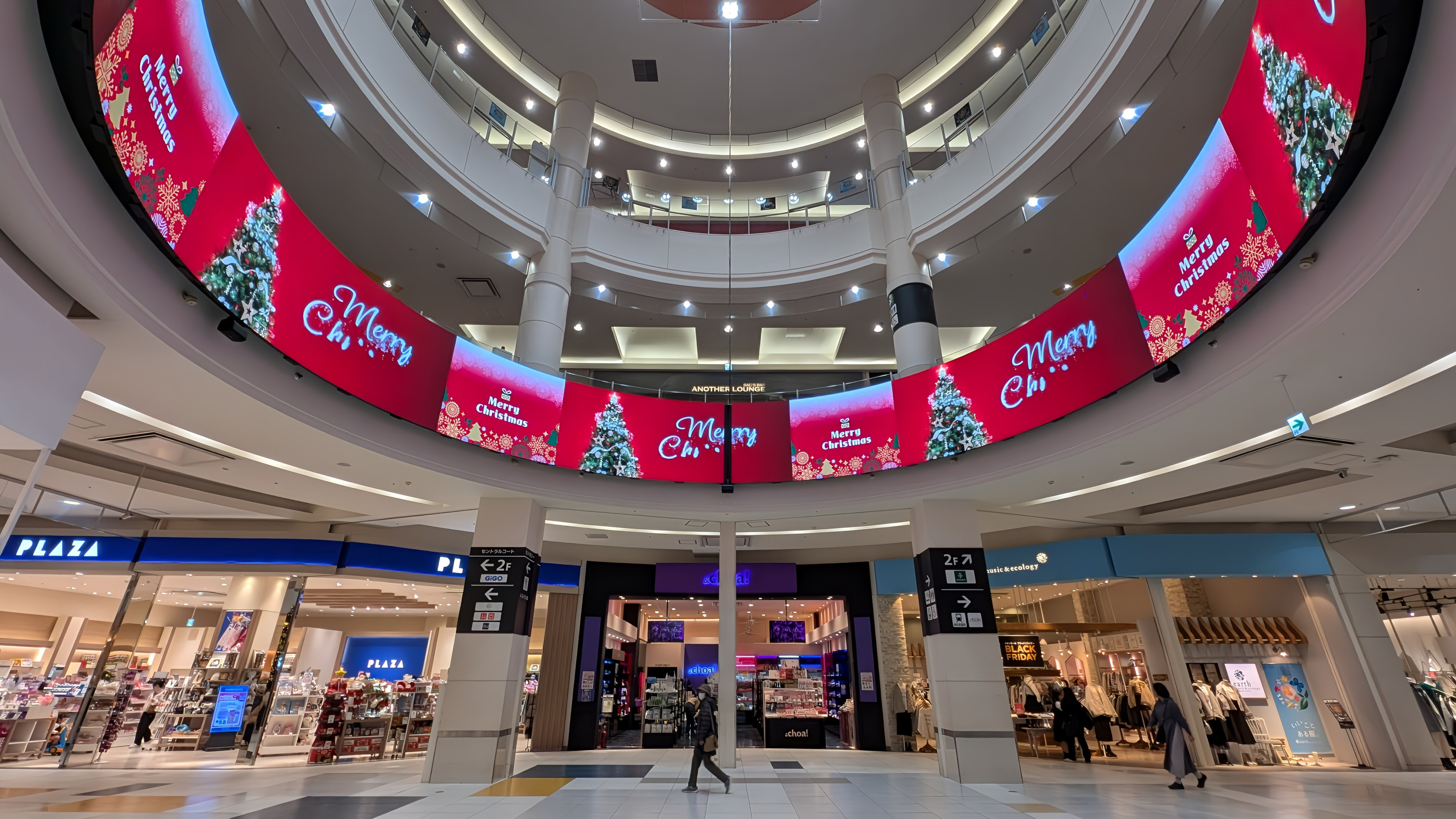
1F 中央吹き抜け
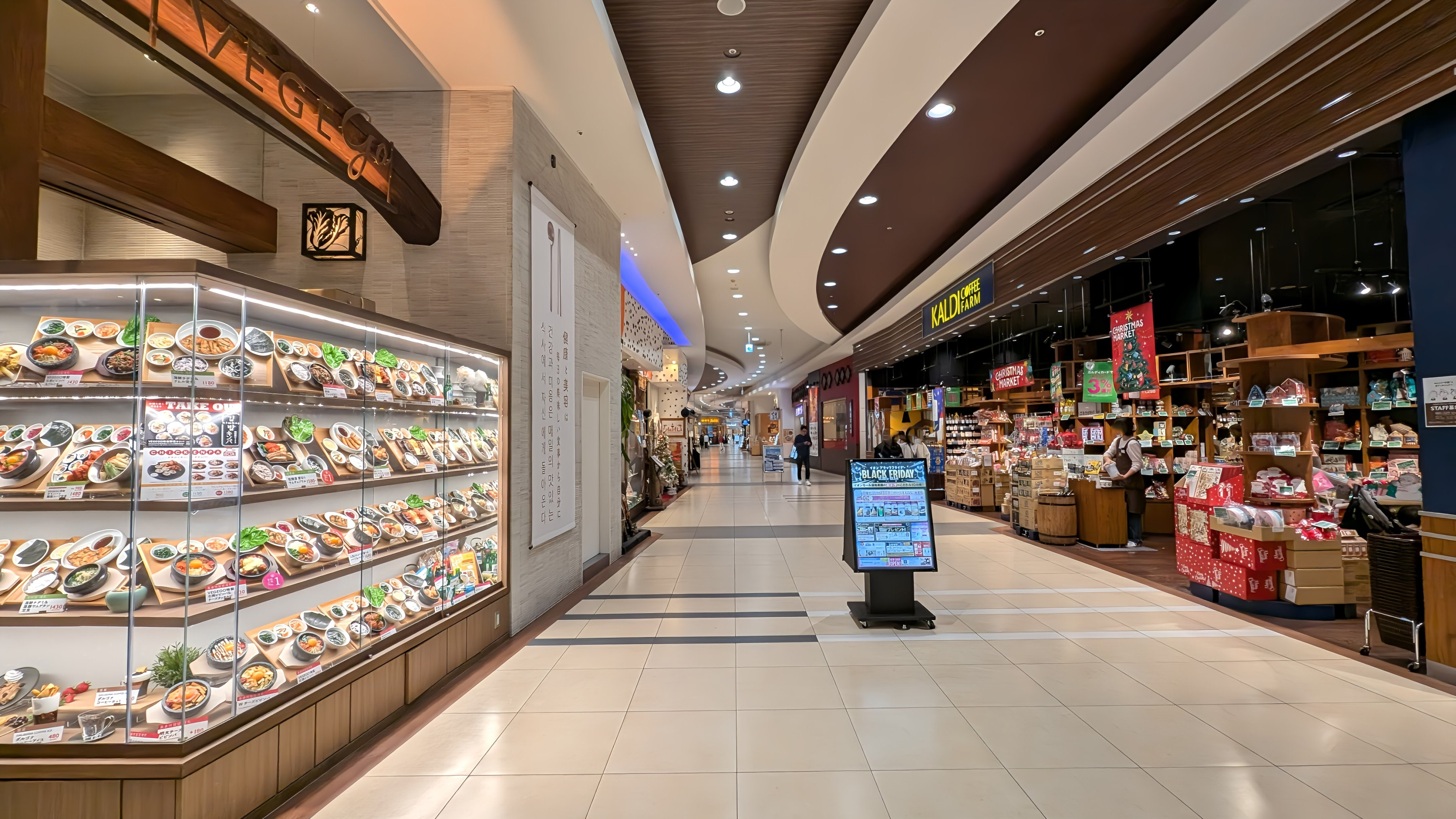
1F レストラン通り
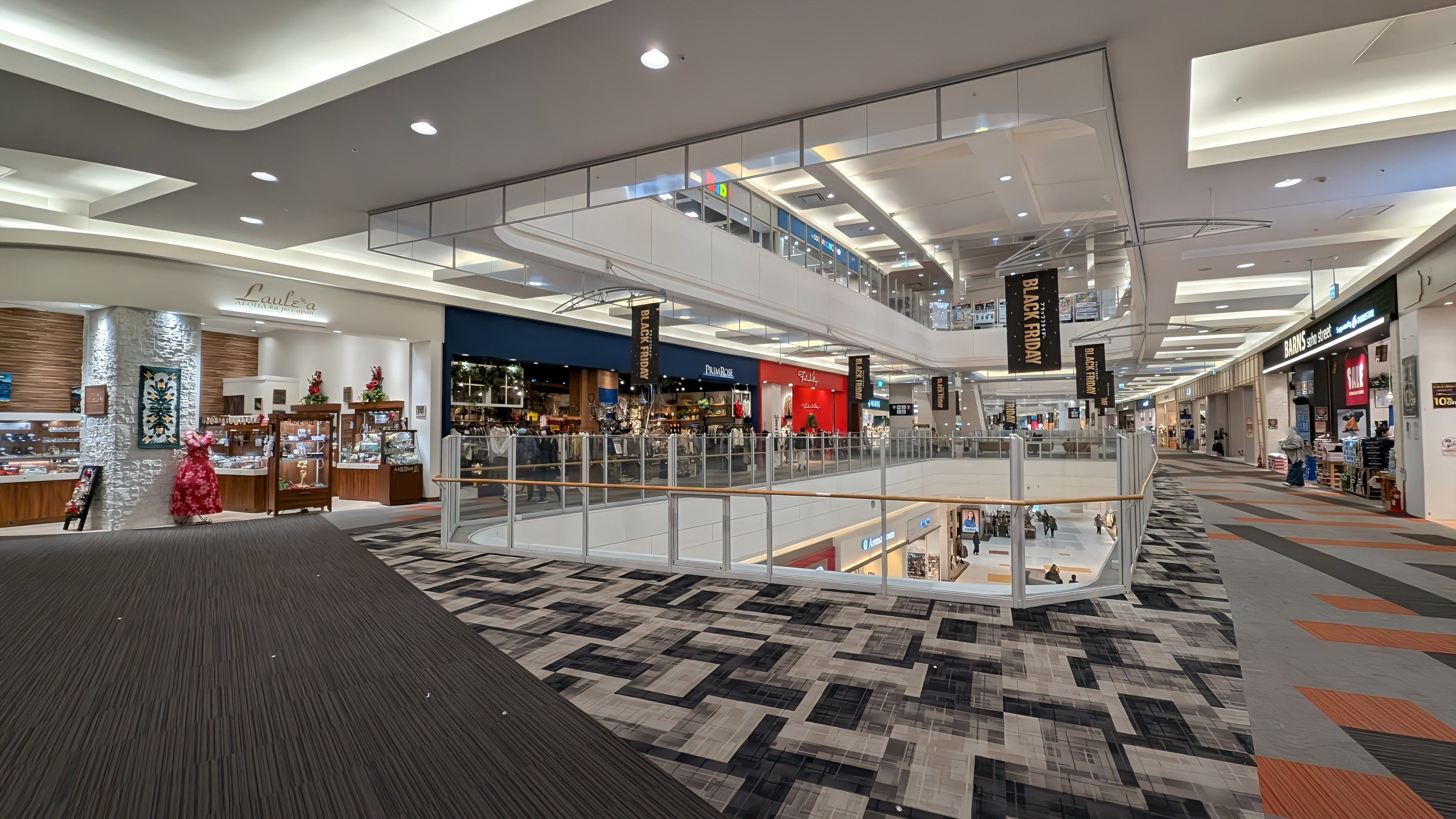
2F 中央通路
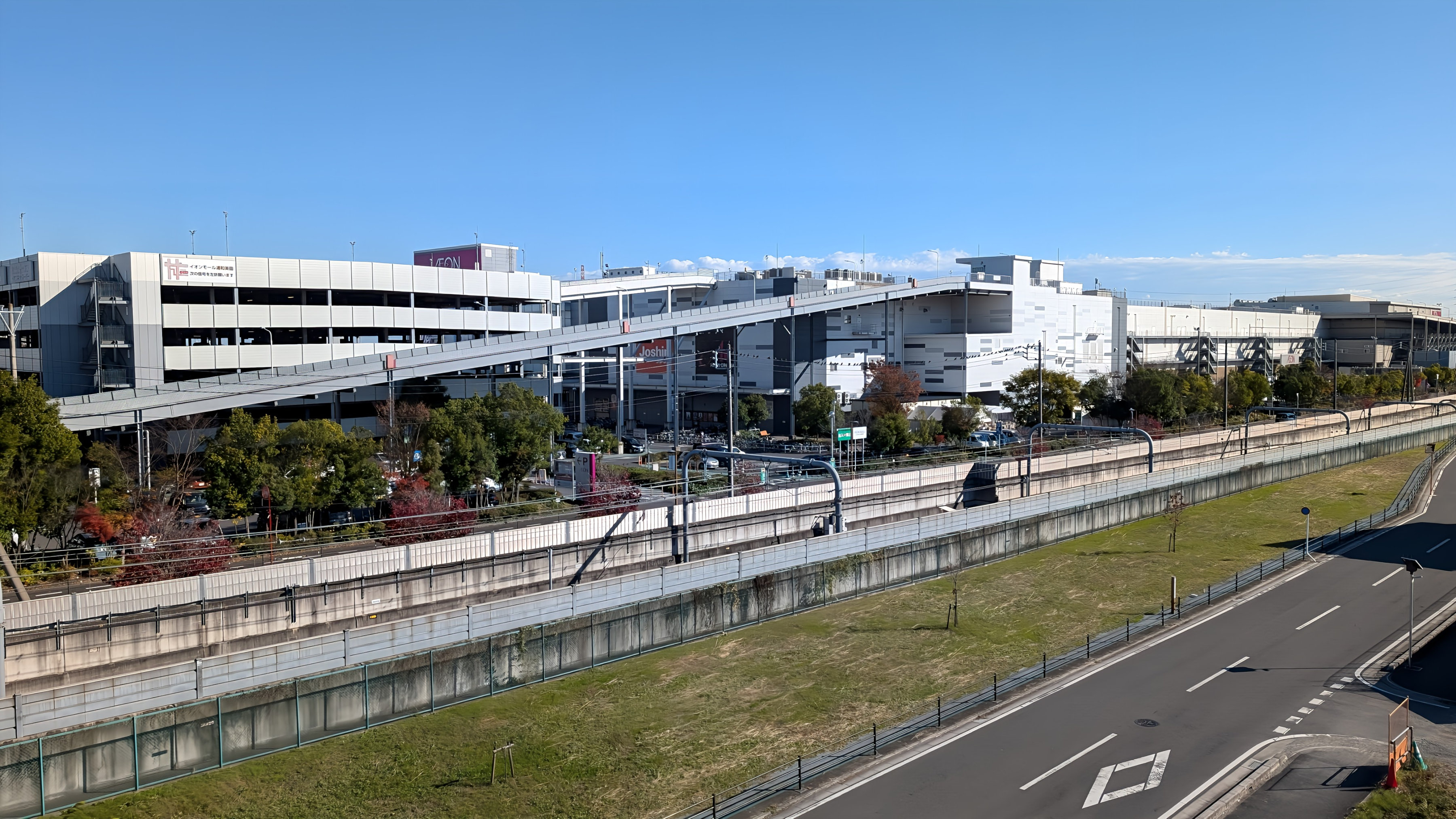
建物全景(西側)

## アクセス
詳細は公式サイト「アクセス」を参照。

## 駐車設備
開業当時、駐車場は約3,000台であったが、現在は4,300台と公表されている。
詳細は公式サイト「駐車場のご案内」を参照。